# Dominik Bock
Dominik Bock (* 20. Januar 1995 in Saalfeld) ist ein ehemaliger deutscher Fußballspieler.

## Karriere
Nach seinen Anfängen in der Jugend vom VfL 06 Saalfeld wechselte er im Sommer 2007 in die Jugendabteilung des FC Carl Zeiss Jena. Dort gab er auch am 16. April 2013 sein Debüt in der 1. Mannschaft in der Regionalliga Nordost. Zu seinem ersten Einsatz im Profibereich kam er in der 3. Liga, als er am 1. Spieltag bei der 0:1-Auswärtsniederlage gegen den SV Wehen Wiesbaden in der Startformation stand. Insgesamt bestritt er in den folgenden Jahren 146 Pflichtspiele für die 1. Mannschaft Jenas, schoss dabei 26 Treffer und gewann sechs Mal den Thüringenpokal. Zur Saison 2021/22 wechselte Bock innerhalb der Regionalliga Nordost zum ZFC Meuselwitz und begann eine gleichzeitig auch eine  Berufsausbildung. Für die Ostthüringer absolvierte er 45 Regionalligaspiele und erzielte drei Tore, ehe er im Sommer 2024 verletzungsbedingt im Alter von nur 29 Jahren sein Karriereende bekannt gab.

## Erfolge
- Thüringenpokalsieger: 2014, 2015, 2016, 2018, 2020, 2021